# Marat/Sade
La persecuzione e l'assassinio di Jean-Paul Marat, rappresentato dalla compagnia filodrammatica dell'ospizio di Charenton sotto la guida del marchese de Sade è un'opera teatrale in due atti di Peter Weiss scritta nel 1964. Da quella data, l'autore ne ha redatto quattro versioni.

## Titolo
Il lungo titolo è ricordato spesso come La persecuzione e l'assassinio di Jean-Paul Marat o, ancora più frequentemente, come Marat/Sade.

## Struttura
Quest'opera provocatoria e da alcuni ravvisata come nichilista si svolge contemporaneamente su diversi piani narrativi, coinvolgendo e turbando il pubblico, in una continua oscillazione fra il teatro di Artaud e quello di Brecht.

## Trama
All'interno del manicomio di Charenton il marchese de Sade, ivi rinchiuso durante l'epoca napoleonica, decide di allestire una rappresentazione teatrale sull'assassinio di Jean-Paul Marat.
Gli attori sono i pazienti del manicomio che, con il permesso del direttore François Simonet de Coulmier, si dispongono a mettere in scena il dramma. Si assisterà allo scontro fra lo scettico intellettuale disincantato, esegeta del Male Assoluto e portatore di una anarchia distruttiva (Sade) contro l'Utopia visionaria del rivoluzionario (Marat).
L'azione scenica si svolge su due diversi livelli: il primo è il dramma in sé, il secondo è costituito dalle continue interruzioni e dai battibecchi che si svolgono tra gli attori, il regista (Sade) e il direttore del manicomio.

## Riduzioni cinematografiche
Nel 1967 il famoso regista Peter Brook si è ispirato alla celebrata pièce di Peter Weiss per girare il film Marat/Sade, dopo aver lui stesso allestito nel 1964 l'opera a Londra.